# Verwaltungslandwirt
Der Verwaltungslandwirt ist ein meist agrarwissenschaftlich ausgebildeter Landwirt, der im staatlichen Auftrag handelt oder in landwirtschaftsnahen Verbänden Beratungsaufgaben wahrnimmt.
Die Bezeichnung Verwaltungslandwirt wurde schon in den preußischen Gebieten bis 1945 benutzt. Er diente zur Unterscheidung zwischen
- dem praktischen Landwirt als Eigentümer / Besitzer und Betreiber eines kleinen bis mittleren landwirtschaftlichen Betriebes und
- dem ausgebildeten Landwirt als Beschäftigter in Verwaltungen, Fachverbänden / Organisationen, Körperschaften wie Domänenkammern, Landwirtschaftskammern, Reichsnährstand usw.

Die Beschäftigung in den zuletzt genannten Einrichtungen konnte erfolgen
- als Beamter mit den entsprechenden Titeln nach Besoldungsgruppe; hier konnte man für die Tätigkeit z. B. den Begriff „Tierzuchtbeamter“ verwenden;
- als Angestellter: hier passte der Begriff „Verwaltungslandwirt“
- als Verwalter von preußischen Domänen: sie waren z. T. im gehobenen Dienst verbeamtet und führten dann die Titel der Besoldungsgruppe (z. B. Amtmann).

In der Zeit der DDR gab es keine Verbeamtung, so dass bei Tätigkeiten im hoheitlichen Bereich (Überwachung der Gesetze und Verordnungen in Tierzuchtinspektionen, Zuchtleitungen der VEB Tierzucht, Mastprüfanstalten, Vatertieraufzuchtstationen) und reiner Verwaltungstätigkeit der Begriff Verwaltungslandwirt zutreffend verwendet wurde.
Bei der Aufarbeitung der Agrargeschichte Preußens durch Hans-Heinrich Müller (* 1926) wird der Begriff Verwaltungslandwirt benutzt. Im Beitrag Domänenpächter im 19. Jahrhundert schreibt er auf Seite 123: 

„Die Domänenpächter sind von jeher die Pioniere des landwirtschaftlichen Fortschritts gewesen, während Hugo Thiel, ein erstklassiger Verwaltungslandwirt, seit 1873 Generalsekretär des Preußischen Landesökonomie-Kollegiums und leitender Mitarbeiter des Landwirtschaftsministeriums, 1893 zum Direktor der Domänenabteilung berufen, die von ihm verwalteten Domänen als „Musterwirtschaften“ bezeichnete, deren Pächter auch unter schwierigsten Verhältnissen zeigten, wie „wirtschaftliche Erfolge erzielt werden können“.“

Damit hat Müller den Begriff „Verwaltungslandwirt“ sowohl für Beamte als auch für Angestellte gebraucht.
Theophil Gerber benutzt in seinem Biographischen Lexikon „Persönlichkeiten in Land- und Forstwirtschaft, Gartenbau und Veterinärmedizin“ bei praktischen Landwirten die Berufsbezeichnungen „Landwirt“, „Bauer“, „Gutsbesitzer“, „Domänenpächter“ u. ä. Bei den Wissenschaftlern findet man ihr Hauptfachgebiet. Die Geschäftsführer von Tierzuchtverbänden führt er mit „Tierzuchtinspektor“, „Tierzuchtleiter“, „Tierzuchtbeamter“, „Tierzüchter“ o. ä. Bei den überwiegend in Verwaltungen, Landwirtschaftskammern, Reichsnährstand, DLG usw. tätig gewesenen Personen aus mehreren Jahrhunderten gibt er bei Beamten und/oder Angestellten „Verwaltungslandwirt“ an.
Der Agronom Paul Ehrenberg hat 1953 ein Lehrbuch für Verwaltungslandwirte verfasst.
Weitere Beispiele für Verwaltungslandwirte sind Hartmut Boettcher und der Pferdezüchter Eduard Meyer.